# HSC BW Tündern
Der HSC BW Tündern (offiziell: HSC Blau-Weiss „Schwalbe“ von 1928 Tündern e. V.) ist ein Sportverein aus dem Hamelner Stadtteil Tündern. Die Fußballmannschaft der Männer spielte von 2019 bis 2022 in der Oberliga Niedersachsen.

## Geschichte
Der Verein wurde im Jahre 1928 als SC Schwalbe Tündern gegründet und schloss sich zwei Jahre später mit dem 1911 gegründeten Lokalrivalen Concordia zu TSV Schwalbe Tündern zusammen. Im Jahre 1953 spaltete sich der SC Schwalbe Tündern wieder ab und nahm dann im Jahre 1974 den Namen SC Blau-Weiss Schwalbe Tündern an. Im Jahre 1999 fusionierte dieser mit dem Hamelner SC und nahm seinen heutigen Namen an. Neben Fußball bietet der HSC BW Tündern auch noch Tischtennis an.
Die Fußballer traten jahrzehntelang lediglich auf Kreisebene an, ehe im Jahre 1980 der Aufstieg in die Bezirksklasse gelang. Sieben Jahre später gelang der Aufstieg in die Bezirksliga, aus der die Mannschaft 1991 wieder absteigen musste. Zwei Jahre später gelang der zweite Aufstieg in die Bezirksliga, ehe es 1998 wieder hinunter in die Bezirksklasse ging. Der dritte Aufstieg in die Bezirksliga gelang dann im Jahre 2000. Zunächst wurde der HSC Vizemeister der Bezirksklasse hinter dem SV Nienstädt 09 und setzte sich dann im Entscheidungsspiel um den Aufstieg im Elfmeterschießen gegen den FC Ambergau-Volkersheim durch. Nach nur einem Jahr folgte der direkte Wiederabstieg.
2002 und 2003 hatte Tündern Chancen zum Wiederaufstieg, als die Mannschaft 2002 und 2003 in der Bezirksklasse jeweils Vizemeister hinter dem SV Degersen bzw. dem TSV Deinsen wurde. Die Entscheidungsspiele wurden 2002 gegen Eintracht Afferde mit 0:3 und 2003 gegen Union Stadthagen im Elfmeterschießen verloren. Erst im Jahre 2005 gelang als Meister die Rückkehr in die Bezirksliga, dem zwei Jahre später der Aufstieg in die Bezirksoberliga Hannover folgte, die bis ins Jahr 2010 gehalten werden konnte. Ein Jahr später gelang der direkte Wiederaufstieg in die mittlerweile in Landesliga Hannover umbenannte Spielklasse. 
2019 gelang schließlich der Aufstieg in die Oberliga Niedersachsen. Zwar wurde die Mannschaft in der folgenden Saison 2019/20 Tabellenletzter, verblieb jedoch in der Oberliga, da der Abstieg wegen der COVID-19-Pandemie ausgesetzt wurde. Als Drittletzter der Saison 2021/22 stieg die Mannschaft wieder ab.

## Persönlichkeiten
- Florian Büchler, ein Bundesligaspiel für Hannover 96
- Christopher Buchtmann, Fußballspieler des FC St. Pauli
- Natasha Kowalski, Bundesligaspielerin bei der SGS Essen
- Bianca Lity (geb. Sauer), Bundesligaspielerin beim FFC Heike Rheine, SG Essen-Schönebeck und Herforder SV
- Johann Pfeifer, Schiedsrichter in der 2. Bundesliga

## Stadion
Der HSC BW Tündern trägt seine Heimspiele in der Kampfbahn Hameln aus, die Platz für 3.500 Zuschauer bietet. Gespielt wird auf Naturrasen. Die Kampfbahn liegt in direkter Umgebung des Weserberglandstadion.